# Mas Vilar (Ordis)
El Mas Vilar és una obra d'Ordis (Alt Empordà) declarada bé cultural d'interès nacional.

## Descripció
El Mas Vilà és una casa aïllada que es troba a uns 500 metres a llevant de l'església de Sant Nicolau. És un gran casal amb teulada a quatre vessants i les llindes de les finestres tenen inscrites dates del segle xvii i XVIII. Una finestra de la façana principal té la data 1689 a la llinda, i a una de les façanes laterals podem veure una finestra amb una llinda amb la data 1791. El mur de la lliça és una obra de fortificació amb espitlleres.
A la banda de ponent sobresurt el cos d'edifici de la capella, de planta rectangular amb teulada a doble vessant. És una capella construïda al segle xviii i té coberta de llunetes i restes de decoració mural pintada. L'única obertura és un ull de bou i de fora s'hi aprecien espitlleres.